# جنيفر فرانسيس
جينيفر آن فرانسيس، (بالإنجليزية: Jennifer Francis)‏ عالمة أولى في مركز وودز هول للأبحاث منذ عام 2018، بعد أن كانت أستاذة بحثية في معهد العلوم البحرية والساحلية بجامعة روتجرز ابتداءً من عام 1994.

## التعليم
حصلت فرانسيس على درجة البكالوريوس في علم الأرصاد الجوية من جامعة سان خوسيه عام 1988 والدكتوراه في علوم الغلاف الجوي من جامعة واشنطن عام 1994.

## العمل
من عام 1987 إلى عام 1988، كانت جنيفر مساعدة بحثية في مركز أبحاث أميس. من عام 1988 إلى 1994، أثناء التحاقها بجامعة واشنطن، كانت مساعدة بحثية في قسم مركز العلوم القطبية هناك. من 1994 حتى 2018 كانت أستاذة أبحاث في معهد العلوم البحرية والساحلية التابع لكلية العلوم البحرية والبيولوجية بجامعة روتجرز في شمال برونزويك، نيو جيرسي. في 18 أكتوبر 2018، انضمّت إلى فريق عمل مركز وودز هول للأبحاث، في فالماوث، ماساتشوستس، كعالمة أولى.

## الأبحاث
يركز بحث فرانسيس على تغير المناخ في القطب الشمالي. نشرت أكثر من 40 ورقة علمية حول هذا الموضوع. ومن رأيها أيضًا أن الاحترار في القطب الشمالي قد يغير التيار النفاث، والذي بدوره قد يؤدي إلى أنماط مناخية غير طبيعية مثل شتاءٍ طويلٍ بشكل غير عادي في المملكة المتحدة، و فيضانات كولورادو 201  والظروف الباردة غير العادية في معظم أنحاء جنوب الولايات المتحدة في أوائل عام 2014.  على وجه التحديد، تجادل فرانسيس بأن تسخين وتبريد مياه البحر في القطب الشمالي (تسخن القطب الشمالي أسرع بكثير من بقية العالم) قد أدى إلى إبطاء التيار النفاث، ما أدى إلى استمرار الظروف الجوية لفترة أطول من المعتاد.  يرتبط الاحترار في القطب الشمالي بالطقس القاسي في أماكن أخرى من العالم، وهذا رأيٌ تدعمه بعض أبحاث فرانسيس، مثل دراسة نُشرت في رسائل الأبحاث الجيوفيزيائية في عام 2012. 

## حياتها الشخصية
ولدت فرانسيس ونشأت في ماريون، ماساتشوستس. بين عامي 1980 و 1985 أبحرت وزوجها حول العالم، بما في ذلك القطب الشمالي. لديهما ابنان، هولي وتكر، قضيا معهما عامًا في الإبحار في أمريكا الوسطى في عامي 2009 و 2010.

## روابط خارجية
- السيرة الذاتية لفرانسيس
- واشنطن بوست، 23 ديسمبر، 2016 / كريس موني : القطب الشمالي يُظهر دفئًا مذهلاً في الشتاء، ويعتقد هؤلاء العلماء أنهم يعرفون السبب